# Club náutico
Un club náutico es un club deportivo específicamente dedicado a los deportes náuticos.
Existen diferentes variantes del término en las denominaciones oficiales de este tipo de entidades, como por ejemplo Club Marítimo, Club de Mar, Club de Regatas, Club de Yates o Club de Vela (dedicado exclusivamente a la vela).

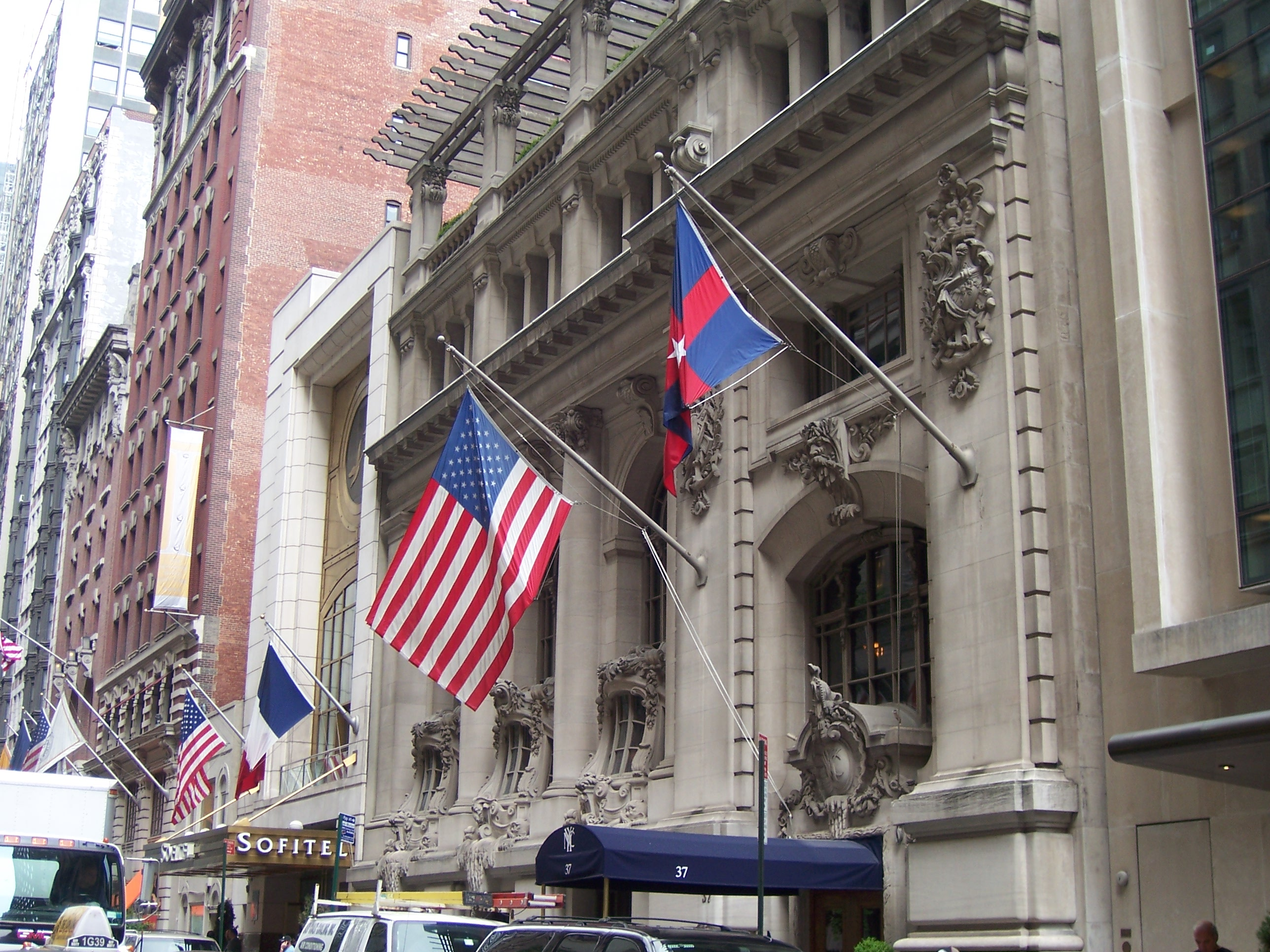
Sede del Club de Yates de Nueva York.

## Socios
Los clubes náuticos pueden ser públicos o privados, pero siempre están formados por una masa social de personas asociadas o socios. En la mayoría de los clubes existe un coste económico tanto para darse de alta como para mantener la plaza, generando los ingresos necesarios para el mantenimiento de la actividad deportiva. Además, en algunos existen otros requisitos como poseer una embarcación o incluso que la embarcación tenga una eslora o características determinadas.

## Directiva
En la gran mayoría de los clubes, la máxima autoridad es el comodoro, aunque en algunos países donde los clubes tienen mayor actividad social, como España por ejemplo, exista por encima el cargo de presidente. Si el club tiene patronazgo real, el presidente de honor es el Rey o la Reina. Otros cargos característicos de los clubes náuticos son los de vicecomodoro, tesorero, secretario y capitán de flota.

## Tradiciones
Es tradicional el uso de diferentes tipos de uniformes dentro de los clubes náuticos, tanto deportivos como de gala.
Otra tradición es arbolar la bandera del club o grímpola en las embarcaciones de sus socios y en las instalaciones de la entidad, junto con el pabellón nacional. Incluso algunos clubes de Reino Unido, Irlanda, Países Bajos, Italia, Suiza, Francia, Nueva Zelanda, Noruega, Dinamarca y Finlandia tienen el privilegio de arbolar pabellones nacionales distintivos de sus propios clubes.